# Generalforstmeister
Generalforstmeister ist eine in verschiedenen Ländern verwendete Amtsbezeichnung für hohe Beamte in der Forstverwaltung und Forstwirtschaft, sie leitet sich von der Führung eines Generalforstamts her.

## Deutsches Reich und Preußen
Der Generalforstmeister im preußischen Staatsdienst und im Deutschen Reich war der zweithöchste Forstbeamte. Er unterstand dem Reichsforstmeister, dem Leiter des Reichsforstamts, und war sein Stellvertreter. Dieses Amt bekleideten nacheinander Walter von Keudell und Friedrich Alpers. Der Titel des Generalforstmeisters entsprach dem früheren Oberlandforstmeister.

## DDR

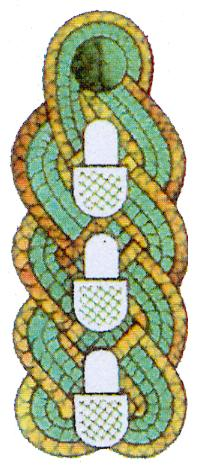
Gradzeichen des Generalforstmeisters in der DDR

Der Generalforstmeister war oberster Beamter in der Forstwirtschaft der Deutschen Demokratischen Republik, bestand bis 1990. Zugleich war er in der Regel auch stellvertretender Minister für Land-, Forst- und Nahrungsgüterwirtschaft.

## Indien
Der Director General of Forests als oberster  Forstbeamter leitet den Indian Forest Service (IFS) in Indien.

## Litauen
Der Generalforstmeister (generalinis miškų urėdas) ist oberster  Forstbeamter in der staatlichen Forstwirtschaft Litauens. Er leitet das Generalforstamt am Umweltministerium Litauens und führt die Aufsicht über die Oberförstereien (lit. miškų urėdija). Der Generalforstmeister untersteht direkt dem litauischen Umweltminister und wird von ihm für vier Jahre ernannt. Die Amtszeit des Generalforstmeisters ist auf maximal zwei Amtsperioden begrenzt.